# Margrethe Haarr
Margrethe Haarr (nascida a 10 de abril de 1985) é uma política norueguesa.
Ela foi eleita vice-representante no Storting pelo círculo eleitoral de Hedmark para os períodos 2017-2021 e 2021-2025, pelo Partido do Centro. Ela substitui Emilie Mehl no Storting a partir de 2021, enquanto Mehl é ministra no governo. Ela também já foi presidente de Kongsvinger.